# Tuulikki Pietilä

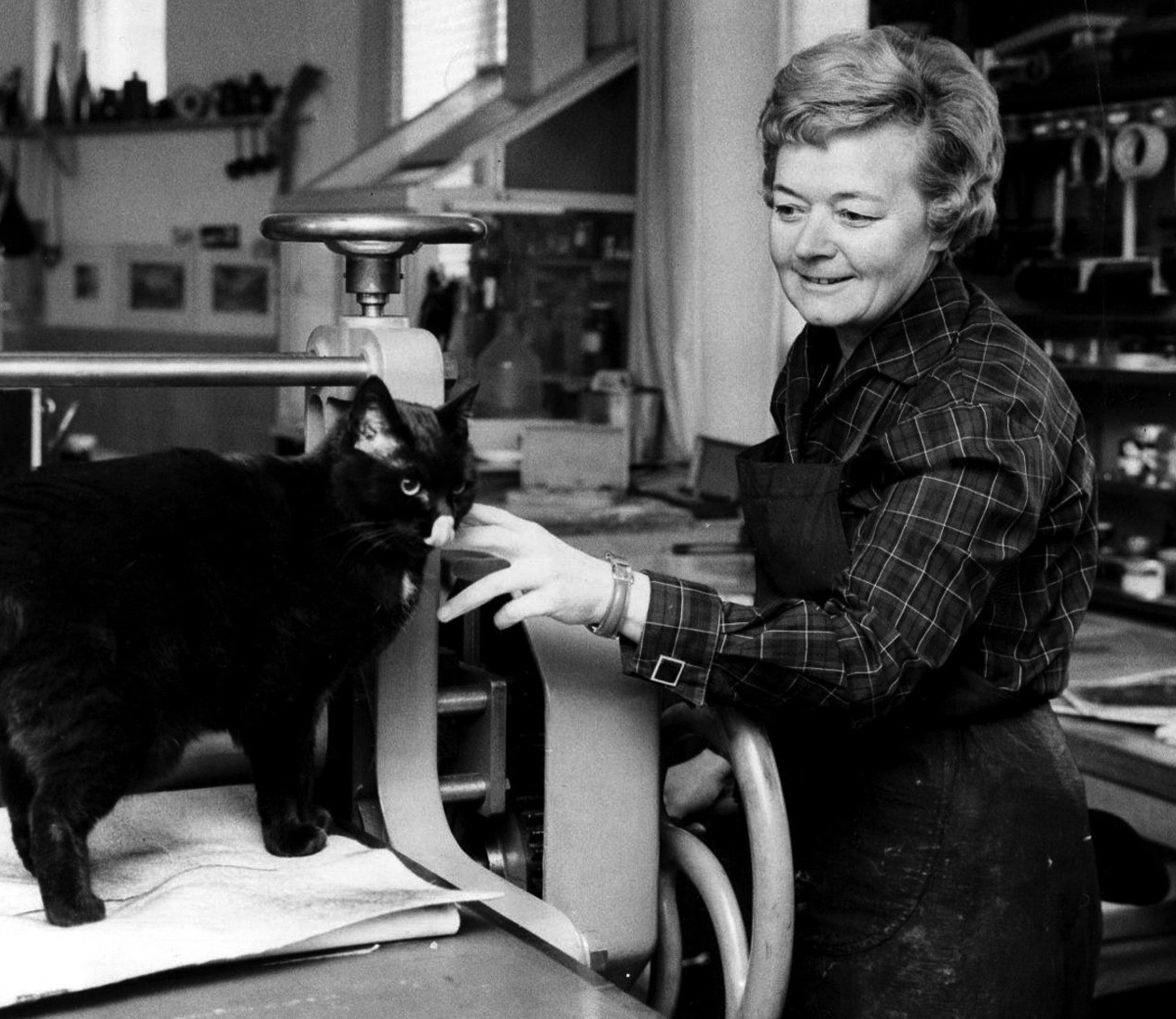
Tuulikki Pietilä in ihrem Atelier im Jahr 1964.

Ida Helmi Tuulikki Pietilä (* 18. Februar 1917 in Seattle, USA; † 23. Februar 2009 in Helsinki, Finnland) war eine finnische Grafikerin und Professorin.
Pietilä war eine der einflussreichsten Personen in der finnischen grafischen Kunst. Ihre Werke wurden in zahlreichen Ausstellungen der Öffentlichkeit präsentiert. Sie arbeitete außerdem für lange Zeit als Lehrerin an der Akademie der schönen Kunst in Helsinki und brachte sich dann die grafische Kunst bei, über die sie viele Bücher schrieb.

## Leben
Pietilä begann ihre Studien an der Zeichenschule in Turku, die sie von 1933 bis 1936 besuchte. Sie setzte ihre Ausbildung an der Schule der finnischen Kunstvereinigung (1936–1940) und an der Konstfack in Stockholm (1945–1949) fort. Zuletzt war sie Schülerin an der Fernand-Léger-Kunstakademie in Paris (1949–1953). Während ihrer Studien lernte sie ihre spätere Lebenspartnerin Tove Jansson kennen. Sie arbeiteten gemeinsam an diversen Projekten, unter anderem mit Pentti Eistola an Kunstwerken zu den Mumins, die im Muumimuseo in Tampere zu sehen sind.
Jansson und Pietilä verbrachten viel Zeit auf der Insel Klovharu in Pellinki, wo Pietilä mehrstündiges Filmmaterial erstellte. Daraus wurden einige Dokumentationen gemacht. Die letzten Dokumentationen waren Haru, yksinäinen saari (1998) und Tove ja Tooti Euroopassa (2004).
Die erste Ausstellung Pietiläs fand 1935 in Turku statt. Ihre erste Einzelausstellung war 1951 zu sehen. Ab 1967 nahm sie an den Purnu-Gruppen-Sommerausstellungen teil, wo sie 1986 eine retroperspektivistische Ausstellung zeigte. Auch im Ausland konnten ihre Werke betrachtet werden. Pietilä gewann außerdem einige Preise. 1963 erhielt sie für ihre Arbeit den Orden des Löwen von Finnland. 1982 wurde sie zur Professorin berufen.
Pietilä war die Inspiration für die Figur Tooticki in den Mumin-Geschichten. 
Der Architekt Reima Pietilä war ihr Bruder.
Pietilä starb am 23. Februar 2009 zuhause in Helsinki.